# Вилар Фокијардо
Вилар Фокијардо (итал. Villar Focchiardo) је насеље у Италији у округу Торино, региону Пијемонт.
Према процени из 2011. у насељу је живело 2037 становника. Насеље се налази на надморској висини од 398 м.

## Становништво
| 1931. | 1936. | 1951. | 1961. | 1971. | 1981. | 1991. | 2001. | 2011. |
| ----- | ----- | ----- | ----- | ----- | ----- | ----- | ----- | ----- |
| 2.138 | 1.924 | 1.841 | 1.852 | 1.767 | 1.976 | 2.009 | 2.037 | 2.068 |